# Долдаев, Сайхан
Сайха́н Долда́ев (1990 год) — российский чеченский боец смешанных единоборств, чемпион России по полноконтактному рукопашному бою (2009 год), обладатель Кубка мира по кикджитсу (2010 год). 14 ноября 2011 года провёл дебютный бой в Воронеже с российским бойцом Алексеем Назаровым, который в 2-раундовом поединке проиграл единогласным решением судей. В дальнейшем провёл ещё два боя, которые выиграл решением судей. По состоянию на май 2016 года, его рекорд составляет 3 боя, из которых две победы и одно поражение (все — решением судей).

## Статистика боёв
| Результат | Дата                | Турнир                     | Соперник         | Страна | Раунд | Время | Метод                |
| --------- | ------------------- | -------------------------- | ---------------- | ------ | ----- | ----- | -------------------- |
| Победа    | 11 мая 2016 года    | ACB 37 — Young Eagles 9    | Абдулла Абдулаев | Россия | 3     | 5:00  | Единогласное решение |
| Победа    | 1 апреля 2012 года  | ProFC — ProFC 40           | Гарун Дибиров    | Россия | 3     | 5:00  | Раздельное решение   |
| Поражение | 14 января 2011 года | MFT — Mix Fight Tournament | Алексей Назаров  | Россия | 2     | 5:00  | Раздельное решение   |